# Avoca (plaats in Ierland)
Avoca (Iers: Abhóca) is een plaats in het Ierse graafschap Wicklow.
Avoca ligt langs de R752 (van Rathnew naar Woodenbridge) in de vallei van de Avoca.
Avoca en de vallei zijn reeds lang bekend door de aanwezigheid van kopermijnen, stroomopwaarts van Avoca. Tussen 1740 en 1982 werd hier in dagbouw koper ontgonnen. Wellicht was er in de Bronstijd ook reeds koperontginning. Wat er overblijft, zijn een aantal terrils (steenbergen) met steenafval, open mijnen (Cronebane Pit en East Avoca Pit), en enkele verlaten wegen. De grootste terril, Mount Platt, bestond uit steenafval uit de Cronebane Pit. Er was ook een spoorlijn aangelegd om het materiaal uit de mijnen naar de haven van Arklow te vervoeren. Het grootste deel van de bedding werd gebruikt om de spoorlijn tussen Dublin en Wexford aan te leggen; enkel een boog en een tunnel onder de R752 zijn overgebleven.
In Avoca werd de BBC-televisieserie Ballykissangel opgenomen. In 1996 was Avoca een van de locaties in de film Jules Vernes De reis naar de maan.